# مونته سن جیووانی این سابینا
مونته سن جیووانی این سابینا (به ایتالیایی: Monte San Giovanni in Sabina) یک کومونه در ایتالیا است که در استان ریتی واقع شده‌است.

## خصوصیات
مونته سن جیووانی این سابینا ۳۰٫۷ کیلومترمربع مساحت و ۷۶۵ نفر جمعیت دارد و ۷۲۸ متر بالاتر از سطح دریا واقع شده‌است.